# Doraemon 3: Nobita no machi SOS!
Doraemon 3: Nobita no machi SOS! (ドラえもん3 のび太の町SOS!?, Doraemon 3 - Nobita no machi SOS!) è un videogioco d'azione pubblicato esclusivamente in Giappone dalla Epoch per Nintendo 64 nel 2000. È ispirato al celebre manga Doraemon di Fujiko F. Fujio. Il videogioco è il terzo per Nintendo 64, preceduto da Doraemon: Nobita to 3-tsu no seireiseki e Doraemon 2: Nobita to hikari no shinden.

## Accoglienza
Doraemon 3: Nobita no machi SOS! ha ottenuto un punteggio di 25/40 dalla rivista Famitsū, basato sulla somma dei punteggi (da 0 a 10) dati al gioco da quattro recensori della rivista.